# Delirio di persecuzione
Un delirio di persecuzione è una patologia psichiatrica (più precisamente una psicosi) in cui il paziente crede che una o più persone gli vogliano fare del male nonostante non vi siano prove che ciò corrisponda alla realtà. I contenuti di questi deliri possono presentarsi alquanto variabili tra un individuo e l'altro, variando convinzioni possibili sebbene improbabili a completamente irreali.
Il delirio persecutorio si colloca sul lato più grave dello spettro della paranoia e induce a molteplici complicazioni tra cui ansia e ideazione suicidiaria. I pazienti presentano comportamenti assai diversi che possono andare dal rifiuto di uscire di casa per paura a atteggiamenti violenti. Il delirio di persecuzione è uno dei deliri più comuni e si riscontra con maggior frequenza tra i maschi.
L'eziologia della patologia è spesso una combinazione di fattori genetici e ambientali, come un intenso uso di droghe e di alcol o un passato di abusi emotivi. I trattamenti più utilizzati sono la terapia cognitivo comportamentale, la somministrazione di farmaci (in particolare antipsicotici di prima o seconda generazione); nei casi più gravi è necessario ricorrere ad un ricovero in ospedale.  La condizione è comunque spesso resistente ai tentativi di cura. La diagnosi del disturbo può essere effettuata utilizzando il DSM-5 o l'ICD-11.

## Segni e sintomi
I deliri di persecuzione sono convinzioni persistenti e angoscianti riguardo al fatto di essere di che si verrà danneggiati e che persistono anche quando viene presentata la prova del contrario. Questa condizione si riscontra spesso in disturbi come la schizofrenia, il disturbo schizoaffettivo, il disturbo delirante, episodi maniacali associati al disturbo bipolare, la depressione psicotica e in alcuni disturbi della personalità. Accanto alla gelosia delirante, il delirio persecutorio è il tipo più comune di delirio nei maschi ed è un sintomo frequente della psicosi. Più del 70% degli individui con un primo episodio di psicosi ha riportato deliri persecutori. Il delirio persecutorio è spesso associato ad ansia, depressione, disturbi del sonno, bassa autostima, ruminazione e ideazione suicidaria. Alti tassi di preoccupazione, simili a quelli del disturbo d'ansia generalizzato, sono presenti negli individui con la condizione, inoltre un'elevata paura è stata collegato alla persistenza del delirio. Le persone con delirio persecutorio hanno una maggiore difficoltà nel riconoscere gli atteggiamenti degli altri e quindi spesso interpretano male le intenzioni altrui.

## Cause
Uno studio effettuato su pazienti schizofrenici con sindrome persecutoria ha rilevato numeri significativamente più alti di pazienti con una storia di abusi emotivi in età infantile, ma non sono state riscontrate differenze riguardo a traumi, abusi fisici, abbandoni e abusi sessuali. Poiché gli individui affetti dalla patologia tendono a rispondere al delirio con angoscia invece che affrontarlo, la stessa angoscia risulta essere la causa dello sviluppo e della persistenza dei pensieri persecutori nella propria mente.
Elementi biologici, come gli squilibri chimici nel cervello e l'abuso di alcol e droghe, sono annoverati tra i fattori che possono contribuire allo sviluppo del delirio di persecuzione. Si ritiene che anche alcuni elementi genetici possano influenzare la malattia: individui con una storia famigliare di schizofrenia e disturbo delirante presentano un rischio maggiore di sviluppare il delirio persecutorio.

## Diagnosi
Il Manuale Diagnostico e Statistico dei Disturbi Mentali (DSM-5) enumera sette tipi di deliri. La Classificazione Internazionale delle Malattie (ICD-11) ne definisce quindici. Entrambi affermano che il tipo persecutorio è un delirio comune che comporta la convinzione che il paziente, o qualcuno vicino ad esso, sia trattata con cattiveria. Ciò si concretizza con pensieri secondo cui si è stati drogati, spiati, danneggiati, derisi, imbrogliati, vittime di cospirazioni, perseguitati, molestati e così via, potendo ottenere giustizia solo presentando denunce o agendo o rispondendo violentemente.

## Trattamento

Una molecola di Clorpromazina, un antipsicotico tipico

Il delirio di persecuzione è difficile da trattare e molto spesso si dimostra resistente alla terapia. Spesso si ricorre agli stessi farmaci utilizzati per gestire la schizofrenia, specialmente quando sono presenti sintomi importanti. Possono essere utili sia gli antipsicotici tipici (o di prima generazione) e sia gli atipici) (o di seconda generazione). Poiché tali deliri sono spesso accompagnati da attacchi di angoscia, la terapia cognitivo comportamentale ha dimostrato di essere in grado di ridurne la frequenza, migliorano il benessere del paziente e riducendo la ruminazione.
Quando è presente una carenza di vitamina B12 l'assunzione di integratori dedicati ha mostrato risultati positivi nel trattamento della patologia. La terapia cognitiva mediante l'utilizzo della realtà virtuale si è dimostrata utile per conseguire una riduzione del pensiero paranoico e dell'angoscia. La realtà virtuale consente ai pazienti di essere immersi in un mondo che replica la vita reale ma con minor paura venendogli poi proposto di esplorare a fondo l'ambiente senza mettere in atto comportamenti di sicurezza, sfidando così la loro percepita minaccia.